# Carmanville
Carmanville is een gemeente (town) in de Canadese provincie Newfoundland en Labrador. De gemeente ligt aan de Kittiwake Coast in het noorden van het eiland Newfoundland.

## Geschiedenis
In 1955 werd het dorp een gemeente met de status van local government community (LGC). Tussen 1966 en 1971 veranderde de gemeente van status tot een local improvement district (LID). In 1980 werden LID's op basis van de Municipalities Act als bestuursvorm afgeschaft en werd de gemeente Carmanville automatisch een town.

## Geografie
Carmanville ligt aan de oevers van Carmanville Arm, een zijarm van Rocky Bay dat zelf een zijbaai van Sir Charles Hamilton Sound is. Het kustdorp ligt ten zuidoosten van de plaats Noggin Cove, bij de samenkomst van de provinciale routes 332 en 330.

## Demografie
Tussen 1951 en 2021 schommelde de bevolkingsomvang van Carmanville steeds tussen de 700 en 1000 inwoners.
| Demografische ontwikkeling van Carmanville tussen 1951 en 2021             |
| -------------------------------------------------------------------------- |
|                                                                            |
| Bron: Statistics Canada (1951–1986, 1991–1996, 2001–2006, 2011–2016, 2021) |